# (4212) Sansyu-Asuke
(4212) Sansyu-Asuke (1987 SB2) – planetoida z pasa głównego asteroid okrążająca Słońce w ciągu 5,58 lat w średniej odległości 3,14 j.a. Odkryta 28 września 1987 roku.